# リヴァディア宮殿

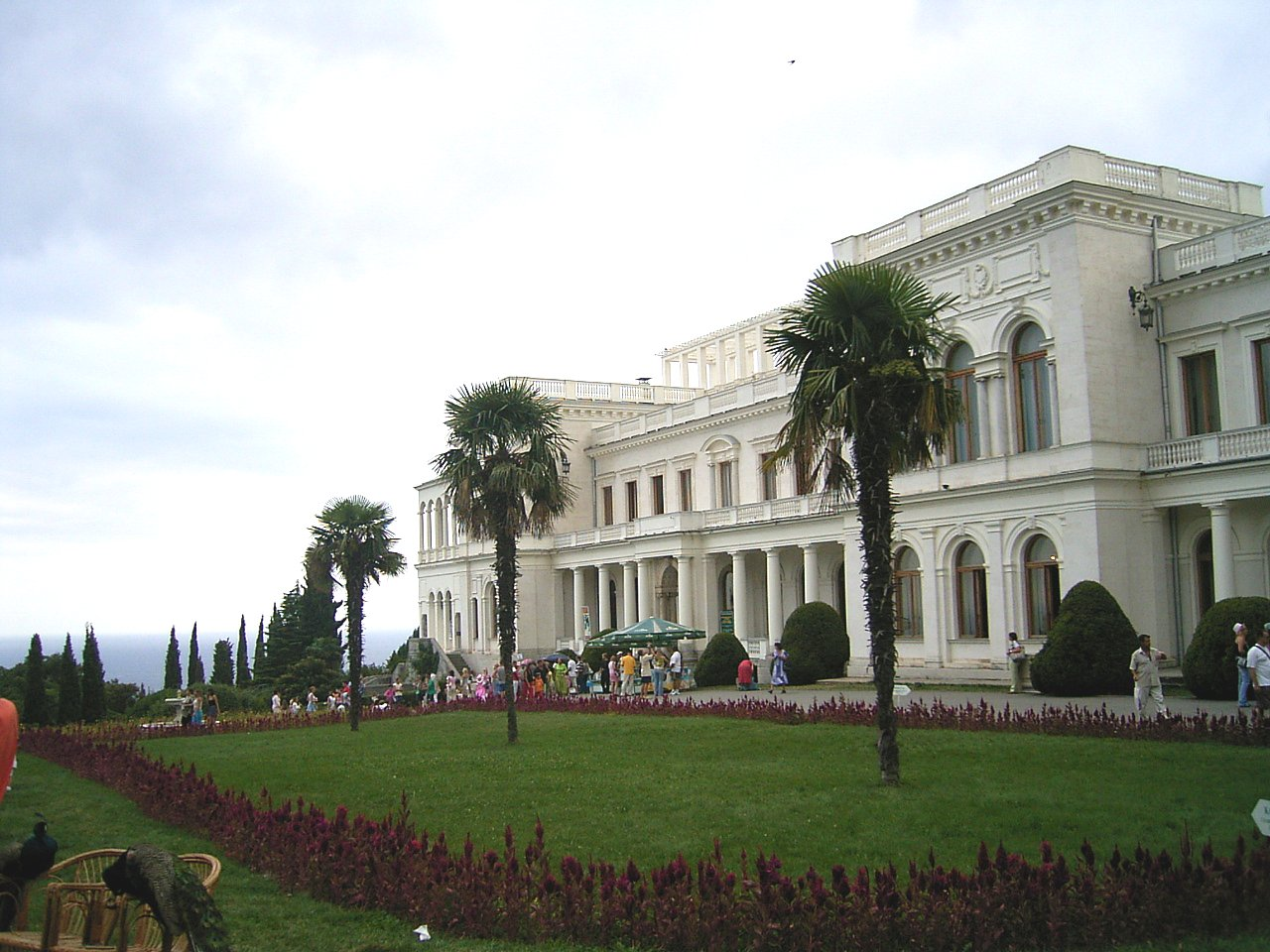
リヴァディア宮殿の正面

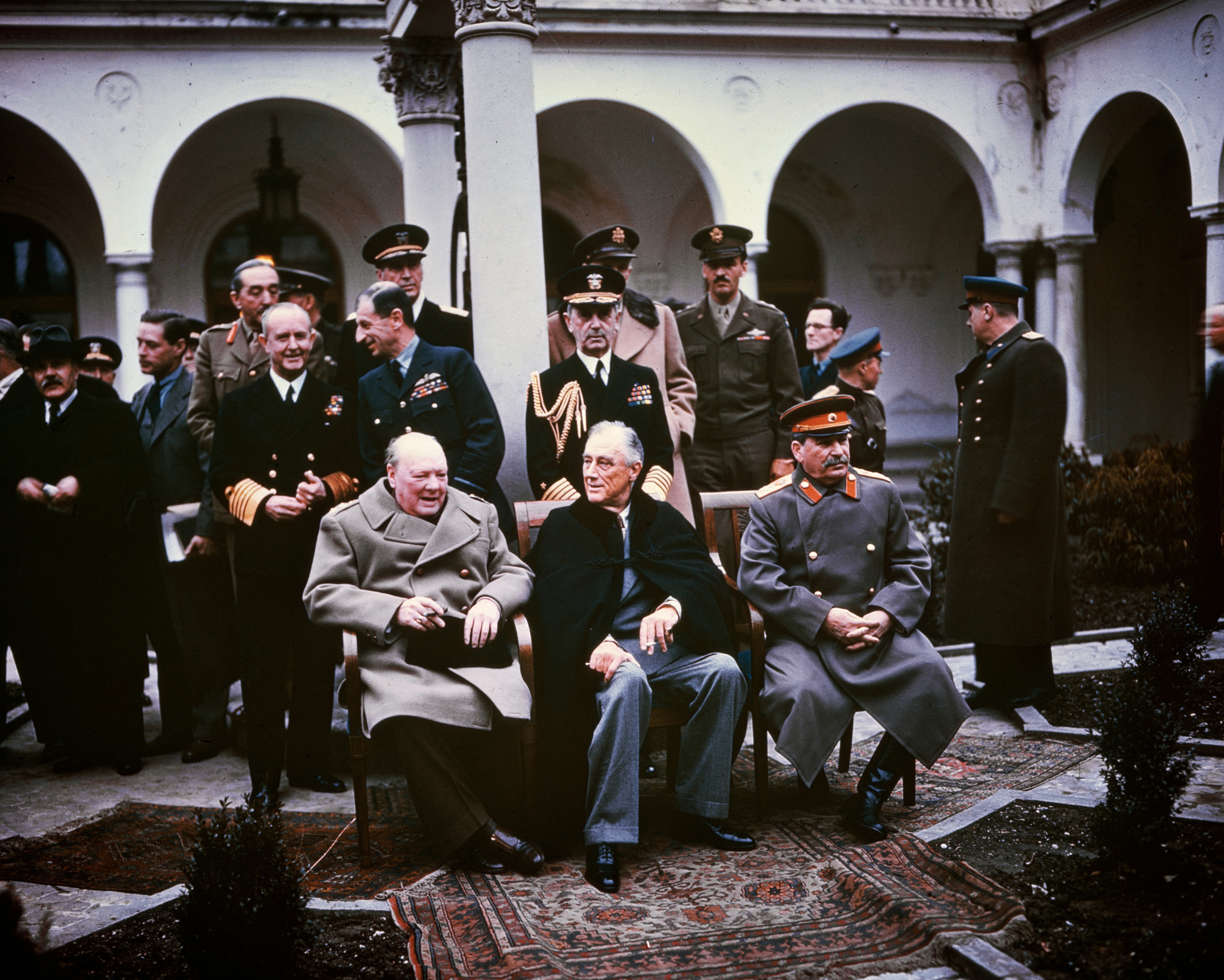
リヴァディア宮殿における「三巨頭」

リヴァディア宮殿（ウクライナ語：Лівадійський палац、ロシア語：Ливадийский дворец、英語：Livadia Palace）は、クリミア半島の街ヤルタ南西約3キロメートルのリヴァディアに位置する宮殿である。ロシア皇帝ニコライ2世の別荘（離宮）として建造され、1945年2月に行われたヤルタ会談の舞台としても知られている。現在、博物館として利用されている。

## 概要
宮殿の建つリヴァディアはかつてロシア帝国の領土であり、当初この土地はギリシャ海軍の将軍ランブロス・カトソニスに与えられた。1834年にポーランド人マグナートであるポトツキ家の所有となり、レオン・ポトツキは宮殿、カトリックの礼拝所、庭園を作り、ポトツキ公園と呼ばれた。ポーランド1月蜂起を経てポトツキ公園は1860年代からはロマノフ家の手に渡りロシア皇帝の避暑地となっていた。1879年、中央アジアのイリ地方を巡る紛争で清とリヴァディア条約を締結（1881年にイリ条約が結び直される）、1895年からポトツキ公園の大改装が行われた。
現在の白亜のリヴァディア宮殿が建造されたのは1911年、ニコライ2世統治の時代だった。建造は1910年4月23日から1911年9月14日にかけて、わずか18ヶ月、3シフト24時間体制で行われた。造りはイタリア・ルネサンス様式。工事主任はニコライ・クラスノフ（1864年-1939年）。建物に隣接して教会もある。竣工から6年後、1917年3月にロシア革命が勃発し、1920年代はじめまでにクリミアも赤軍の手に落ちた。
リヴァディア宮殿では1945年2月4日から11日にかけて、アメリカ、イギリス、ソビエト連邦の3国首脳会談、いわゆるヤルタ会談が開かれた。本会議、秘密会議などのほか、アメリカ使節団の宿舎としても利用された。
リヴァディア宮殿は博物館として一般公開されている。館内にはヤルタ会談に関する展示のほか、建築設計図、かつてのニコライ2世愛用の品々などが展示されている。開館時間は10時から18時まで。水曜休館。
ヤルタ市街を走るマルシュルートカ（乗り合いの小型バス）47番に乗車し、レーニン広場から10〜15分ほどの「リヴァディア宮殿（Лівадійский палац）」停留所下車。マルシュルートカに案内や車内放送はなく、また「リヴァディア（Лівадійский）」という停留所もあるため下車の際は注意されたい。タクシーでは10分ほど。
「リヴァディア宮殿」停留所から黒海の方向へ歩き、徒歩5分ほど。シーズン中はレーニン海岸通りから船の便もあるが、冬季は運休している。